# Lanton Mills
Lanton Mills est un court métrage de 12 minutes écrit et réalisé en 1969 par Terrence Malick dans le cadre de ses études à l'American Film Institute. Dans ce court métrage jouent Warren Oates (qui joue en 1973 le père de Holly dans La Balade sauvage), Harry Dean Stanton, Paula Mandel et Terrence Malick lui-même. L'intrigue du court métrage se concentre sur deux cowboys (interprétés par Stanton et Malick) quittant l'Ouest américain sur leurs chevaux et dévalisant une banque.
Le court métrage n'a pas été diffusé auprès du grand public. De nos jours, le film ne peut être vu qu'à l'American Film Institute par des chercheurs réalisant des travaux d'études cinématographiques. Ce court métrage est donc une rareté dont aucune copie connue ne circule en dehors de l'AFI.
Selon Ariane Gaudeaux, Terrence Malick n'aurait pas été tout à fait satisfait de ce premier court métrage.